# Грицеволя
Грицеволя (укр. Грицеволя) — село в Лопатинской поселковой общине Шептицкого района Львовской области Украины.
Население по переписи 2001 года составляло 554 человека. Занимает площадь 1,407 км². Почтовый индекс — 80260. Телефонный код — 3255.